# AFI (álbum de 2017)
AFI o también conocido como (The Blood Album) es el décimo álbum de estudio de la banda estadounidense AFI. Fue lanzado el 20 de enero de 2017, a través de Concord Music Group. El lanzamiento del álbum incluye cuatro variantes de color de vinilo limitados que coinciden con los cuatro tipos de sangre (A | O | B | AB).

## Lista de canciones
Todas las letras escritas por Davey Havok, toda la música compuesta por Jade Puget. 
| N.º | Título                          | Duración |  |
| 1.  | «Dark Snow»                     | 3:17     |  |
| 2.  | «Still a Stranger»              | 2:49     |  |
| 3.  | «Aurelia»                       | 2:54     |  |
| 4.  | «Hidden Knives»                 | 2:56     |  |
| 5.  | «Get Hurt»                      | 3:44     |  |
| 6.  | «Above the Bridge»              | 3:28     |  |
| 7.  | «So Beneath You»                | 3:19     |  |
| 8.  | «Snow Cats»                     | 3:20     |  |
| 9.  | «Dumb Kids»                     | 2:40     |  |
| 10. | «Pink Eyes»                     | 3:28     |  |
| 11. | «Feed from the Floor»           | 4:09     |  |
| 12. | «White Offerings»               | 2:50     |  |
| 13. | «She Speaks the Language»       | 4:01     |  |
| 14. | «The Wind That Carries Me Away» | 3:38     |  |

## Posicionamiento en lista
| Lista (2017)                          | Posición |
| ------------------------------------- | -------- |
| Australia (ARIA)                      | 12       |
| Bélgica (Ultratop flamenca)           | 200      |
| Canadá (Billboard Canadian Albums)    | 20       |
| New Zealand Heatseekers Albums (RMNZ) | 1        |
| Reino Unido (UK Albums Chart)         | 69       |
| Estados Unidos (Billboard 200)        | 5        |

## Créditos
| AFI - Jade Puget: guitarra. - Davey Havok: voz principal. - Hunter Burgan: bajo. - Adam Carson: batería. | Production - Jade Puget: productor. - Marcel Fernández: ingeniero. - Matt Hyde: asistente de sonido. - Tom Baker: masterizador. |